# IC 1759
IC 1759 = IC 1760 ist eine Spiralgalaxie vom Hubble-Typ Sbc im Sternbild Chemischer Ofen am Südsternhimmel. Sie ist schätzungsweise 172 Millionen Lichtjahre von der Milchstraße entfernt und hat einen Durchmesser von etwa 75.000 Lj.

Im selben Himmelsareal befindet sich u. a. die Galaxie IC 1762.
Das Objekt wurde am 29. September 1897 von Lewis Swift entdeckt.